# Mattighofen
Mattighofen là một đô thị ở huyện Braunau am Inn, nước Áo. Đô thị này có diện tích 5 km², dân số thời điểm ngày 31 tháng 12 năm 2005 là 5357 người. Đô thị này nằm trong bang Oberösterreich.